# Pierre-André Taguieff
Pierre-André Taguieff, nascido à Paris (1946) é um filósofo e politólogo, director de investigação do CNRS (num laboratório de Sciences-Po, o CEVIPOF). 
É o autor de numerosos ensaios de Sociologia.

## Obras
- La Force du préjugé. Essai sur le racisme et ses doubles, Paris, La Découverte, "Armillaire", 1988 ; Gallimard, "Tel", 1990. ISBN 2-07-071977-4
- (dir.), Face au racisme, t. 1, Les moyens d'agir ; t. 2, Analyses, hypothèses, perspectives, Paris, La Découverte, "Cahiers libres, essais", 1991 ; neue Auflage : Paris, Seuil, "Points essais", 2 t., 1993. ISBN 2-02-020981-0
- (Pierre-André Taguieff, Gil Delannoi, dir.), Théories du nationalisme, Paris, Kimé, "Histoire des idées, théorie politique et recherches en sciences sociales", 1991. ISBN 2-908212-10-2
- (dir./ ed.), Les Protocoles des sages de Sion. Faux et usages d'un faux (Os Protocolos dos Sábios de Sião) , t. I, Introduction à l'étude des "Protocoles" : un faux et ses usages dans le siècle, t. II, Études et documents, Paris, Berg International, "Faits et représentations", 1992 ; neue Auflage, Berg International et Fayard, 2004. ISBN 2-213-62148-9
- Sur la Nouvelle Droite. Jalons d'une analyse critique, Paris, Galilée, "Descartes et Cie", 1994. ISBN 2-910301-02-8
- Les Fins de l’antiracisme, Paris, Michalon, 1995. ISBN 2 84186 001 9
- La République menacée. Entretien avec Philippe Petit, Paris, Textuel, "Conversations pour demain", 1996. ISBN 2-909317-20-X
- Le Racisme. Un exposé pour comprendre, un essai pour réfléchir , Paris, Flammarion, "Dominos", 1998. ISBN 2-08-035456-6
- (Pierre-André Taguieff, Michèle Tribalat), Face au Front national. Arguments pour une contre-offensive, Paris, La Découverte, 1998. ISBN 2-7071-2877-5
- La Couleur et le sang : doctrines racistes à la française, Paris, Mille et une Nuits, "Les petits libres", 1998 ; 2002. ISBN 2-84205-640-X
- (Pierre-André Taguieff, Grégoire Kauffmann, Michaël Lenoire, dir.), L'Antisémitisme de plume (1940-1944). La propagande antisémite en France sous l'Occupation. Études et documents, Paris, Berg International, "Pensée politique et sciences", 1999. ISBN 2-911289-16-1
- L’Effacement de l’avenir, Paris, Galilée, "Débats", 2000. ISBN 2-7186-0498-0
- Résister au bougisme. Démocratie forte contre mondialisation techno-marchande, Paris, Mille et une Nuits, "Essai", 2001. ISBN 2-84205-584-5
- (Pierre-André Taguieff, Gil Delannoi), Nationalismes en perspective, Paris, Berg International, "Pensée politique et sciences sociales", 2001. ISBN 2-911289-37-4
- Du Progrès. Biographie d’une utopie moderne, Paris, EJL, "Librio", 2001. ISBN 2-290-30864-1
- La Nouvelle judéophobie, Paris, Mille et une Nuits, "Essai", 2002. ISBN 2-842-05650-7
- L'Illusion populiste : de l'archaïque au médiatique, Paris, Berg International, "Pensée politique et sciences sociales", 2002 ; L'Illusion populiste. Essais sur les démagogies de l'âge démocratique, Paris, Flammarion, "Champs", 2007. ISBN 978 2 08 120365 5
- Des manuels palestiniens, Paris, Berg International, 2003.
- Le Sens du progrès. Une approche historique et philosophique, Paris, Flammarion, "Champs", 2004 ; 2006. ISBN 2 08 080167 8
- Prêcheurs de haine. Traversée de la judéophobie planétaire, Paris, Mille et une Nuits, "Essai", 2004.
- La République enlisée. Pluralisme, communautarisme et citoyenneté, Paris Éditions des Syrtes, 2005. ISBN 2-84545-092-3
- La Foire aux illuminés. Ésotérisme, théorie du complot, extrêmisme, Paris, Mille et une nuits, 2005. ISBN 2-84205-925-5
- L'Imaginaire du complot mondial. Aspects d'un mythe moderne, Paris, Mille et une nuits, 2007. ISBN 2-84205-980-8
- Les Contre-réactionnaires. Le progressisme entre illusion et imposture, Paris, Denoël, 2007. ISBN 978 2 20725321 2